# Jiří Vobecký
Jiří Vobecký (* 15. Januar 1961 in Ostrava) ist ein tschechischer Schauspieler.

## Leben
Jiří Vobecký wuchs in der osttschechischen Großstadt Ostrava auf.
Nach seinem Schulabschluss zog er im Jahr 1979 nach Prag, wo er bis heute lebt. Dort absolvierte er bis 1983 an der Janáček-Akademie für Musik und Darstellende Kunst Brünn (JAMU) seine Schauspielausbildung. Seit 1984 hat er als Schauspieler vor der Kamera in bislang mehr als 20 Film-und-Fernsehproduktionen mitgewirkt. Er ist zudem an verschiedenen Theatern als Bühnendarsteller tätig.

## Filmografie (Auswahl)
- 2011: Das Massaker von Lidice
- 2013: Burning Bush – Die Helden von Prag (TV-Miniserie)
- 2015: Doktor Martin (Fernsehserie, 3 Folgen)
- 2019: Policie Modrava (Fernsehserie, 1 Folge)
- 2020: Kryger bleibt Krüger
- 2021: Polda (Fernsehserie, 1 Folge)